# Altstadt (Francfort-sur-le-Main)
Pour les articles homonymes, voir Altstadt.
Altstadt ou, en forme longue, Frankfurt-Altstadt est un quartier de Francfort-sur-le-Main.